# Мучо Мучо Амор: Легенда о Вальтере Меркадо
«Мучо Мучо Амор: Легенда о Вальтере Меркадо» (англ. Mucho Mucho Amor: The Legend of Walter Mercado) — американский документальный фильм 2020 года о жизни и карьере Вальтера Меркадо, одного из самых влиятельных и известных астрологов Латинской Америки и мира. Документальный фильм, снятый Кристиной Костантини и Каримом Табшем, содержит интервью с самим Меркадо, Вилли Акостой, актёром Лином-Мануэлем Мирандой, семьёй Меркадо и многими другими деятелями индустрии развлечений и телевидения. Премьера фильма состоялась на кинофестивале «Сандэнс» 2020 года и вышла на Netflix 8 июля 2020 года.

## Сюжет
Вальтер Меркадо (также известный под псевдонимом Шанти Ананда) свыше трёх десятилетий своими телевизионными гороскопами приковывал внимание миллионов зрителей по всему миру. Но вдруг, в 2007 году, он неожиданно исчез. Десять лет спустя телевизионщики решают разыскать Меркадо и вновь явить его миру.
В мае 2019 года Музей истории Майми пригласил Вальтера на выставку, посвящённую его жизни и пятидесятилетию профессиональной карьеры астролога. После профессиональной фотосессии для выставки и за неделю до самой выставки свалился с кровати, а затем поскользнулся и упал в ванной комнате, сломав ребро и часть спинного позвонка позвоночника, однако он быстро восстанавливается и смог отправиться на премьеру со своей семьёй. Перед премьерой Вальтер участвовал в пресс-джанкете по продвижению выставки, а затем присоединяется к своим гостям и поклонникам в качестве почётного гостя вечера на следующий день. Это станет его последним публичным выступлением, за три месяца до смерти 2 ноября 2019 года.

## Появления
- Вальтер Меркадо
- Лин-Мануэль Миранда
- Эухенио Дербес
- Рауль Де Молина
- Нидия Каро
- Келли Рипа (архивные кадры)
- Гильермо Бакула, менеджер Меркадо
- Маурисио Зейлич
- Кристина Саралеги
- Говард Стерн (архивные кадры)
- Хорхе Рамос
- Салли Джесси Рафаэль (архивные кадры)

## Награды и номинации
- «Сандэнс»: гран-при жюри за лучший документальный фильм (номинация)
- Международный кинофестиваль в Майами: лучший фильм и лучший документальный фильм (номинации)